# Операція «Вартовий процвітання»
Операція «Вартовий процвітання» (англ. Operation Prosperity Guardian) — військова операція багатонаціональної коаліції під проводом США, сформованої в грудні 2023 року у відповідь на напади хуситів на судноплавство в Червоному морі.
Секретар оборони США Ллойд Остін оголосив про створення міжнародних сил морської безпеки, метою яких є припинення Хуситської блокади Ізраїлю в Червоному морі та протидія загрозам з боку хуситських сил для міжнародній морській торгівлі, що прямує до Ізраїлю або пов'язана з ним, після кількох тижнів нападів на комерційні судна на тлі війни між Ізраїлем та ХАМАС 2023 року та участі в ній хуситських сил. Наразі коаліція налічує понад 20 членів. Єгипет і Саудівська Аравія, що економічно залежні від безперешкодного комерційного судноплавства в цьому регіоні, відсутні серед перелічених учасників. Голова Управління Суецького каналу Усама Рабіа заявив, що "Судноплавство в Суецькому каналі не постраждало від того, що відбувається в Червоному морі." Окрім одинадцяти перелічених членів коаліції, до неї анонімно долучилися уряди десяти країн.

## Передумови
Операція спрямована на забезпечення безпеки морських перевезень у Червоному морі, Баб-ель-Мандебській протоці та Аденській затоці. Після початку війни між Ізраїлем та ХАМАС у 2023 році в Аденській затоці сили Хуcитів атакували та захопили кілька цивільних контейнеровозів та вантажних суден. Ці напади змусили більшість великих судноплавних компаній змінити свої маршрути в обхід Суецького каналу. Станом на 30 грудня 2023 року нападів зазнали щонайменше шістнадцять цивільних суден.
Водні шляхи до Червоного моря і з нього є судноплавними "геостратегічними точками" для світової економіки, які з'єднують Середземне море з Індійським океаном, а Суецький канал з Африканським рогом. Це призвело до того, що ситуація 2023 року була названа журналом The Economist "новою Суецькою кризою".

## Сили
Об'єднана оперативно-тактична група 153, під контролем Об'єднаних морських сил США, контролюватиме кораблі операції, до складу якої наразі входять британський есмінець HMS Diamond, фрегат ВМС Греції, есмінець USS Laboon ВМФ США, та два інші есмінці США. До складу американського контингенту можуть увійти есмінці USS Carney та USS Mason. Данія оголосила, що надішле офіцера, а 29 грудня 2023 року оголосила, що до кінця січня 2024 року виділить фрегат для участі в операції.
Нідерланди планують відправити двох штабних офіцерів. Норвегія планує відправити до десяти штабних офіцерів, але наразі не надсилає жодного корабля. Австралія оголосила, що відправить 11 військових без військових кораблів (незважаючи на те, що США запросили один).
Канада направляє трьох штабних офіцерів в рамках операції «Артеміда». Канадські збройні сили розгорнуть невизначену кількість наземних, повітряних і морських засобів підтримки. Сейшельські острови не розгортають жодних кораблів чи особового складу і обмежують свою участь "наданням і отриманням інформації" як член Об'єднаних військово-морських сил (CMF) (які базуються в Бахрейні).

## Хронологія
12 січня 2024 року США і Сполучене Королівство за підтримки Австралії, Канади, Південної Кореї, Німеччини, Нідерландів і Бахрейну завдали авіаударів по об'єктах хуситів у Ємені.

## Реакції
Хусити заявили: "У нас є можливості потопити ваш флот, ваші підводні човни, ваші військові кораблі", додавши, що "Червоне море стане вашим кладовищем." У публічній заяві головнокомандувач Корпусу вартових ісламської революції (КВІР) Хоссейн Саламі запевнив іранську громадськість, що немає причин боятися цієї коаліції. (Іранський уряд вже давно має прямі зв'язки з рухом хуситів). Старший офіцер КВІР Мохаммад Реза Накді погрожував закрити "Середземне море, (Гібралтарську) протоку та інші водні шляхи", не пояснюючи, як саме.
Незважаючи на те, що Сполучені Штати назвали Францію частиною коаліції, Міністерство збройних сил Франції заявило, що її військові кораблі, включаючи фрегат «Лангедок», залишаться під французьким командуванням. Міністерство оборони Італії, яке розмістило фрегат «Вірджиніо Фасан» у Червоному морі, також заявило, що цей військовий корабель не є частиною операції «Вартовий процвітання». Міністерство оборони Іспанії заявило, що братиме участь лише в операціях під координацією НАТО або ЄС. Іспанія також наклала вето на будь-який потенційний внесок ЄС в операцію «Вартовий процвітання» через ресурси операції «Аталанта», яку проводив ЄС. На той час Іспанія командувала операцією «Аталанта» і мала фрегат «Вікторія», розгорнутий в цьому районі.
Компанія Maersk Line оголосила 24 грудня, що після завершення операції «Вартовий процвітання» вона відновить використання Суецького каналу.